# 山口県道187号高井大道停車場線
山口県道187号高井大道停車場線（やまぐちけんどう187ごう たかいだいどうていしゃじょうせん）は、山口県防府市を通る一般県道である。

## 概要
防府市大字高井からJR西日本山陽本線 大道駅に至る。沖高井交差点から八王子交差点間は国道262号旧道、八王子交差点から佐野交差点間は国道2号旧道である。

### 路線データ
- 起点：防府市大字高井（沖高井交差点、国道2号交点、国道262号・ 山口県道54号防府停車場線終点、山口県道502号山口防府小郡自転車道線上）
- 終点：防府市大字台道（JR西日本山陽本線 大道駅前）

## 歴史
- 1958年（昭和33年）10月1日 - 山口県告示第644号の2により認定される。
- 1972年（昭和47年） - 山口県の県道番号再編により現行の路線番号に変更される。
- 1988年（昭和63年）11月 - 国道2号防府バイパス全通（1988年11月）に伴い経路が大幅に変更される。

## 路線状況

### 重複区間
- 山口県道502号山口防府小郡自転車道線（防府市大字高井・沖高井交差点（起点） - 防府市新橋町）
- 山口県道54号防府停車場線（防府市大字高井・沖高井交差点（起点） - 防府市佐波2丁目・八王子交差点）
- 山口県道502号山口防府小郡自転車道線（防府市大字植松 - 防府市大字台道・繁枝大橋北交差点）
- 国道2号（防府市大字佐野・佐野交差点 - 防府市大字台道・観音口交差点）

### 道路施設

#### 橋梁
- 新橋（佐波川、防府市大字高井 - 防府市新橋町）
- 佐波川大橋（佐波川、防府市大字植松 - 防府市大字佐野）
- 横曽根橋（横曽根川、防府市大字台道）
- 第二山下橋（横曽根川、防府市大字台道）
- 第一山下橋（横曽根川、防府市大字台道）

## 地理

### 通過する自治体
- 防府市

### 交差する道路
| 交差する道路 | 交差する場所 | 交差する場所        |
| --- | ------------ | ------------------- |
| 国道2号 / 防府バイパス 国道262号 山口県道54号防府停車場線 重複区間起点 山口県道502号山口防府小郡自転車道線 重複区間起点 | 大字高井     | 沖高井交差点 / 起点 |
| 山口県道24号防府徳地線                                                                                                  | 大字高井     | 新橋北詰交差点      |
| 山口県道502号山口防府小郡自転車道線 重複区間終点 山口県道503号佐波川自転車道線                                          | 新橋町       |                     |
| 山口県道54号防府停車場線 重複区間終点 山口県道186号防府停車場大藪線                                                     | 佐波2丁目    | 八王子交差点        |
| 山口県道190号中ノ関港線                                                                                                 | 大字植松     | 植松交差点          |
| 山口県道502号山口防府小郡自転車道線 重複区間起点                                                                        | 大字植松     |                     |
| 国道2号 / 防府バイパス 重複区間起点                                                                                     | 大字佐野     | 佐野交差点          |
| 国道2号 / 防府バイパス 重複区間終点                                                                                     | 大字台道     | 観音口交差点        |
| 山口県道502号山口防府小郡自転車道線 重複区間終点                                                                        | 大字台道     | 繁枝大橋北交差点    |

### 沿線
- 佐波川
- 防府市役所
  - 右田出張所
  - 華城（はなぎ）出張所
- 国土交通省 防府国道維持出張所
- 山口県立防府西高等学校
- 山口短期大学
- JR西日本山陽本線 大道駅
- 高川学園高等学校・中学校（旧・多々良学園高等学校）
- 西国街道（旧山陽道）